# Acra
Ne doit pas être confondu avec Agra, Acras de morue, Accra ou Anti-Char Rapide Autopropulsé.
L'Acra (en hébreu : חקרא ou חקרה, en grec : Aκρα) est une fortification bâtie à Jérusalem par Antiochos IV, roi de l'empire séleucide, après qu'il a dévasté la ville en 168 av. J.-C. La forteresse a joué un rôle important dans les événements entourant la révolte des Maccabées et la formation du royaume hasmonéen. Elle est détruite par Simon au cours de cette lutte.
La localisation exacte de l'Acra, indispensable à la compréhension du Jérusalem hellénique, est débattue en raison de la discordance des sources anciennes et de la difficulté à les faire coïncider avec les découvertes archéologiques. Les historiens et les archéologues ont ainsi proposé divers sites autour de Jérusalem, en se basant d'abord principalement sur des éléments littéraires puis en s'appuyant sur les résultats des fouilles qui commencèrent à la fin des années 60. Les nouvelles découvertes ont suscité une remise en question des anciennes sources littéraires, de la géographie de Jérusalem et des artefacts découverts précédemment. Yoram Tsafrir, un archéologue israélien, avait interprété un joint de maçonnerie dans la coin sud-est dans la plateforme du Mont du Temple comme un indice possible pour la position de l'Acra. Durant les fouilles de Benjamin Mazar en 1968 et 1978, à côté du mur sud du Mont, des éléments pouvant être reliés à l'Acra, comme des pièces semblables a une caserne et une énorme citerne, ont été découverts. En novembre 2015, l'Autorité des antiquités d'Israël annonce la découverte de ce qu'elle considère comme les vestiges de l'Acra lors des fouilles du parking Givati.

## Histoire

### Contexte
À la suite de la mort d'Alexandre le Grand en 323 av J.-C., la Judée est tiraillée entre le Royaume lagide d'Égypte, et l'Empire séleucide situé en Syrie et en Mésopotamie. La victoire de l'empereur séleucide Antiochos III face à l'Égypte lors de la bataille de Panion fait que la Judée passe sous contrôle séleucide. Les populations juives de Jérusalem aident Antiochos III lors de son siège de la Baris, la base fortifiée de la garnison égyptienne de Jérusalem. Leur soutien est récompensé à travers une charte qui affirme l'autonomie de la religion juive, tout en interdisant l'accès des étrangers et des animaux impurs à l'enceinte du Temple de Jérusalem, et l'attribution de fonds officiels afin de maintenir certains rituels religieux au sein du Temple. Malgré leur récente liberté de culte, plusieurs Juifs sont séduits par le prestigieux mode de vie grec et en adoptent certaines caractéristiques. La culture impériale engendre un progrès politique et matériel ce qui mène à la formation d'élites hellénisés au sein de la population juive. L'hellénisation engendre des tensions entre les Juifs les plus orthodoxes et leurs coreligionnaires qui adoptent la culture grecque.

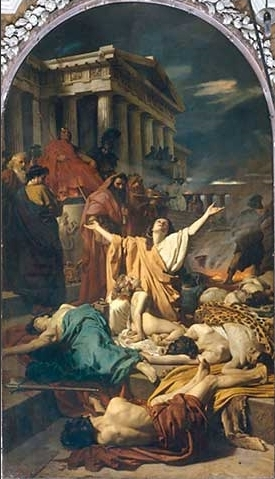
Le martyre des Maccabées d'Antonio Ciseri (1863), représentant un épisode de la persécution des Juifs par Antiochos IV (assis).

Antiochos IV accède au trône séleucide en 175 av J.-C. Peu de temps après, Jason lui demande son accession au titre de Grand Prêtre d'Israël— poste occupé par son frère Onias III. Jason, lui-même particulièrement hellénisé, promet de surcroît d'augmenter le tribut payé par la cité et d'y établir l'infrastructure d'une polis grecque, incluant un gymnase et un éphébium. La requête de Jason est acceptée mais cependant, après avoir assuré sa charge 42 mois, il est déchu par Antiochos IV et forcé de fuir vers Ammon,. Entre-temps, Antiochos IV lance deux offensives en Égypte en 170 et 169 av J.-C. et vainc les armées ptolémaïques,,. Les victoires d'Antiochos IV sont cependant de courte durée. Son objectif d'unifier les empires séleucide et lagide alarme la République romaine qui lui fait la demande de retirer ses troupes d'Égypte,. Comme Antiochos est engagé en Égypte, une rumeur se répand à Jérusalem selon laquelle il aurait été tué. Profitant de la situation, Jason rassemble une troupe de quelque mille hommes et tente d'attaquer Jérusalem par surprise. Bien que l'attaque soit repoussée, quand Antiochos IV est tenu au courant de l'offensive, il suspecte ses sujets judéens de fomenter une révolte en son absence. En 168 av J.-C., Antiochos IV saccage Jérusalem, pille le Temple et tue des milliers d'habitants,,. Inversant la politique choisie par son père, Antiochos IV lance un décret interdisant les rites juifs et prônant la persécution des Juifs pratiquants. Les cérémonies du Temple cessent, le respect du Sabbath est interdit et la circoncision prohibée,.

### Construction
Pour consolider son emprise sur la ville, surveiller les événements sur le mont du Temple et sauvegarder la faction hellénisée à Jérusalem, Antiochos installe une garnison séleucide dans la ville.

« Et ils fortifièrent la ville de David avec une grande et forte muraille, et avec des tours fortes, et en firent une forteresse (grec: Acra) pour eux; et ils y mirent une nation pécheresse, des hommes méchants, et ils s’y remirent et des vivres, et ils rassemblèrent le butin de Jérusalem, et les y déposèrent; et ils devinrent un grand piège. Et c’était un lieu d’attente contre le sanctuaire, et un démon maléfique en Israël. »

— 1 Maccabées 1:35-38
Le nom Acra dérive de l'acropole grecque et signifiait un haut lieu fortifié surplombant une ville. À Jérusalem, le mot en est venu à symboliser le paganisme anti-juif : une forteresse des "impies et des méchants". Dominant à la fois la ville et la campagne environnante, il était occupé non seulement par une garnison grecque, mais également par leurs juifs confédérés.
La répression séleucide de la vie religieuse juive a rencontré une résistance considérable parmi la population locale. Alors qu’Antiochos est occupé en Orient en 167 av. J.-C., un prêtre de Modiin, Mattathias, fomente une rébellion contre l’empire. L’administration séleucide et la faction hellénisée locale ne saisissent pas l’ampleur de la révolte. En 164 avant J.-C., Judas Maccabée libère Jérusalem et reprend le contrôle du Temple. Bien que la ville soit tombée, l’Acra et sa garnison tiennent bon. Judas assiège la forteresse, dont les résidents ont envoyé un appel au roi séleucide, désormais Antiochos V, pour qu’il leur vienne en aide. Une armée séleucide est envoyée pour réprimer la révolte. Judas est forcé d’abandonner le siège de l’Acra et affronte les Séleucides à la bataille de Beth Zur. Les Séleucides remportent une victoire à la bataille de Beth Zacharia. Judas Maccabée est obligé de se retirer. L’Acra demeure une forteresse séleucide pendant encore 20 ans au cours desquels elle résiste à plusieurs tentatives hasmonéennes pour éliminer la garnison grecque,.

### Destruction

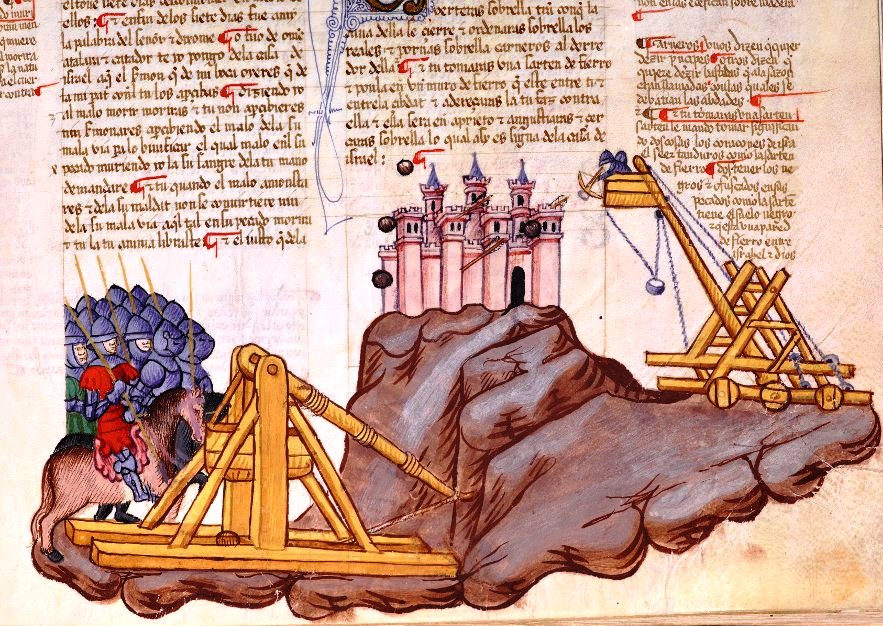
Judas assiégeant l'Acra (Bible d'Albe, 1430)

Judas est tué en 160 av. J.-C. et son frère Jonathan lui succède, il tente de construire une barrière pour couper la canalisation d’approvisionnement en eau de l'Acra. Jonathan a déjà réuni les effectifs nécessaires à cette tâche lorsqu'il est contraint d'affronter l'armée du général séleucide Diodote Tryphon à Beth Shan (Scythopolis),. Après avoir invité Jonathan à une négociation amicale, Tryphon le fait saisir et assassiner. Jonathan est remplacé par un autre frère, Simon, qui assiège et prend finalement l'Acra en 141 av. J.-C..
Deux sources fournissent des informations sur le sort final de l'Acra, bien que leurs récits soient contradictoires par moments. Selon Josèphe, Simon détruit l'Acra après avoir expulsé ses habitants, puis il arase la colline sur laquelle elle était bâtie pour la rendre plus basse que le Temple, effacer de la ville son mauvais souvenir et empêcher son occupation par d'éventuels futurs occupants de Jérusalem. Le récit exposé dans le Premier livre des Maccabées brosse un tableau différent :

« Et Simon décréta que chaque année ils célébreraient ce jour avec joie. Il renforça les fortifications de la colline du temple le long de la citadelle (en grec : Acra), et lui et ses hommes ont habité là. »

— 1 Maccabées 13:52
Ainsi, dans cette version, Simon n’a pas immédiatement détruit l'Acra, mais l’a occupé et aurait même pu y résider lui-même. 1 Maccabées ne mentionne pas son destin ultime. La forteresse avait été construite en tant que point de contrôle interne pour surveiller et observer Jérusalem et sa population. Comme la plupart des érudits en conviennent, si elle était située dans la Cité de David, son emplacement n'aurait rien ajouté aux défenses de Jérusalem contre les menaces extérieures. Elle est peut-être tombée en désuétude et a été démantelée à la fin du IIe siècle av. J.-C., à la suite de la construction de la Baris (citadelle) hasmonéenne et du palais hasmonéen dans la ville haute de Jérusalem. 
Bezalel Bar-Kochva (he) propose une théorie différente : l'Acra était toujours debout en 139 av. J.-C.  quand Antiochos VII Sidetes la réclame à Simon, avec Jaffa et Gezer, deux villes hellénisées prises par Simon,. Celui-ci était disposé à négocier sur les deux villes mais ne mentionne pas l'Acra. C’est à ce moment-là qu’il a du sceller son sort, afin de refuser aux Séleucides toute réclamation future pour conserver Jérusalem. Ainsi, quand Antiochos VII soumet la ville sous le règne de Jean Hyrcan Ier, chacune de ses demandes est satisfaite, à l'exception de celle exigeant l'installation d'une garnison séleucide dans la ville. Jean Hyrcan a peut-être pu rejeter cette demande, et Antiochos l’a abandonnée, car il n’y avait plus nulle part où loger la garnison, sans doute parce que l'Acra n'était alors plus debout. Cette explication situe la destruction de l'Acra quelque part dans les années 130 av. J.-C.,.

## Emplacement

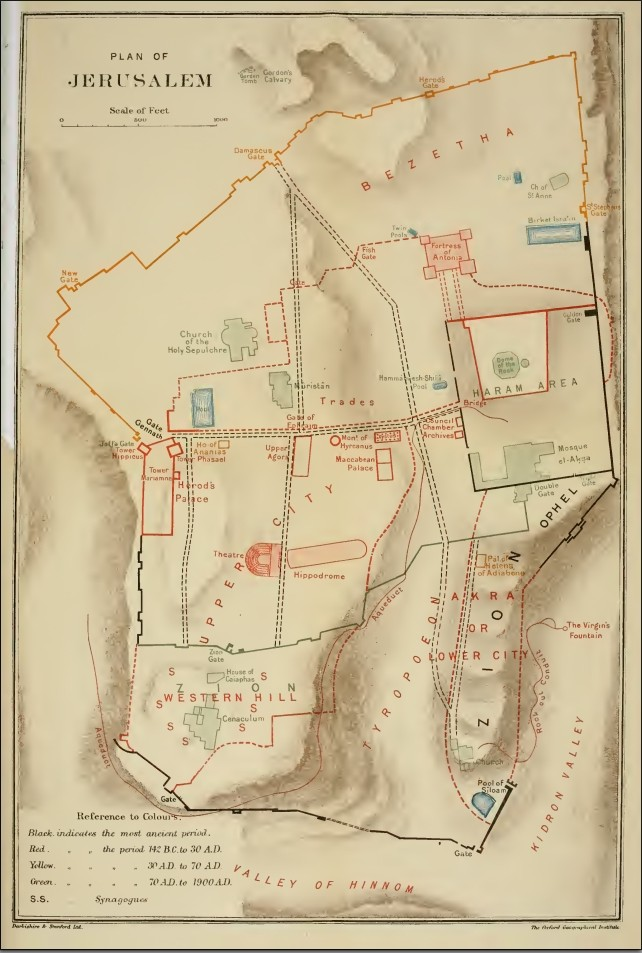
Carte 1903 de Jérusalem, identifiant l'Acra avec toute la colline du sud-est.

L’emplacement de l’Acra est important pour comprendre comment les événements se sont déroulés à Jérusalem au cours de la lutte entre les forces maccabéennes et séleucides,. Cela a fait l'objet de débats parmi les chercheurs modernes. La description antique la plus détaillée de la nature et de l'emplacement d'Acra se trouve dans les Antiquités juives de Flavius Josèphe, où elle est décrite comme étant dans la ville basse, sur une colline surplombant l'enceinte du temple:

« ...et quand il a renversé les murs de la ville, il a construit une citadelle (en Grec : Acra) dans la partie inférieure de la cité, car l’endroit était haut, et surplombait le temple. Il la fortifia avec de hauts murs et des tours, et y mit une garnison de Macédoniens. Cependant, dans cette citadelle habitaient les impies et la foule des méchants, dont il a prouvé que les habitants ont souffert de nombreuses et douloureuses calamités. »

— Flavius Josephe, Antiquités juives 12:252–253
L'emplacement de la "partie basse de la ville", appelée aussi "ville basse" à l'époque de Josèphe (Ier siècle de notre ère), est accepté comme être la colline sud-est de Jérusalem, le centre urbain d'origine traditionnellement connu sous le nom de Cité de David. Située au sud du mont du Temple, la zone exposée aujourd'hui est nettement inférieure au mont lui-même. Le sommet du mont mesure environ 30 mètres (98 pieds) au-dessus du niveau du sol du mur de soutènement sud de l’expansion postérieure de l’ère hérodienne de l’enceinte du Temple à la fin de l’ère hérodienne. L'altitude diminue au sud de ce point. Josèphe, originaire de Jérusalem, aurait été parfaitement conscient de cet écart, mais est néanmoins en mesure de l'expliquer en décrivant comment Simon a rasé l'Acra et la colline sur laquelle il se trouvait. Cependant, les recherches archéologiques au sud du Mont du Temple n’ont pas permis de trouver la moindre preuve de tels travaux à grande échelle. Au contraire, des fouilles dans la région ont mis au jour des preuves substantielles d'habitations dès le début du premier millénaire avant notre ère jusqu'à l'époque romaine mettant en doute la suggestion selon laquelle, pendant la période hellénistique, la zone était considérablement plus élevée qu’elle ne l’était à l'époque de Josèphe ou qu'une grande colline avait été dégagée. Cela avait conduit de nombreux chercheurs à ignorer le récit de Josèphe et de son placement de l'Acra, et à suggérer plusieurs emplacements différents. Depuis 1841, quand Edward Robinson a proposé la région située près de l' église du Saint-Sépulcre comme site de l'Acra, au moins neuf lieux différents dans et autour de la vieille ville de Jérusalem ont été proposés,.

### Colline ouest
Plusieurs chercheurs ont tenté de placer l'Acra dans la ville haute, sur la colline ouest de Jérusalem, dans la zone actuellement occupée par le quartier juif de la vieille ville,,. Ces propositions tendent à localiser l'Acra à Antiochia, la polis hellénistique établie à Jérusalem selon Deuxième livre des Maccabées. Cette nouvelle ville hypothétique aurait eu un plan hippodamien et aurait donc nécessité un terrain plat que seule la colline occidentale aurait pu fournir. De plus, le bord est de la colline est adjacent au mont du Temple et plus haut en altitude, deux caractéristiques attribuées à la citadelle séleucide.
Les opposants à cette localisation soulignent qu'il existe très peu de preuves archéologiques ou historiques en faveur de l'établissement d'une polis hellénistique à Jérusalem, encore moins située sur la colline occidentale qui semble avoir été peu peuplée pendant la période hellénistique. Les fouilles menées dans le quartier juif d’aujourd’hui montrent des preuves d'habitations de la période du Premier Temple, ainsi que de la nouvelle colonisation hasmonéenne et hérodienne, mais peu de preuves d’une occupation hellénistique,. Les recherches sur la dispersion des poignées estampillées d'amphores rhodiennes a révélé que plus de 95% de celles trouvées à Jérusalem ont été découvertes dans la ville de David, ce qui indique que la ville ne s'était pas encore étendue à la colline ouest pendant la domination séleucide. De plus, la colline ouest est séparée du mont du Temple et de la Cité de David par la vallée escarpée du Tyropoeon, ce qui constitue un désavantage tactique visible pour toute force susceptible d'intervenir dans des événements se déroulant dans l'enceinte du Temple ou dans des secteurs à l'est, très peuplés de Jérusalem.

### Au nord du temple
L'Acra n'était pas la première forteresse hellénistique à Jérusalem. Des sources indiquent qu'une ancienne citadelle, la Baris ptolémaïque, avait également occupé un emplacement surplombant l'enceinte du temple. Bien que l’emplacement exact de la Baris fasse encore l’objet d’un débat, il est généralement admis qu’elle se trouvait au nord du Mont du Temple sur le site occupé ultérieurement par la forteresse Antonia. La Baris est tombé sous Antiochus III au début du IIe siècle av. J.-C. et est absente de tous les récits de la révolte des Maccabées. Malgré les récits qui disent que l'Acra a été construite dans un laps de temps très court, elle était néanmoins suffisamment redoutable pour supporter de longues périodes de siège. Ces facteurs, associés aux références dans lesquelles la Baris était elle-même appelé acra ont conduit certains à suggérer que la Baris et l'Acra étaient en fait la même structure. Bien que 1 Maccabées et Josèphe semblent décrire l'Acra comme une nouvelle construction, cela n’a peut-être pas été le cas. On peut traduire les Antiquités des Juifs 12: 253 pour donner l’impression que les "impies ou les méchants" étaient "restés" plutôt que "demeurés" dans la citadelle, ce qui pourrait signifier que l'Acra existait avant la révolte et que seule la garnison macédonienne était nouvelle,.
Koen Decoster propose que Josèphe ait écrit "une citadelle dans la partie basse de la ville" à un public qui était familiarisé avec la Jérusalem du Ier siècle, une ville qui comportait deux citadelles : la forteresse Antonia et le palais hérodien. Comme la Jérusalem romaine de Josèphe s'était déjà étendue sur la colline occidentale la plus haute, "une citadelle dans la ville basse" aurait pu désigner tout ce qui se trouvait à l'est de la vallée du Tyropoeon, y compris l'Antonia qui se dressait au nord du temple et le dominait. C'est sans doute à cet endroit que Josèphe devait penser lorsqu'il a écrit sur l'Acra.
Les opposants à un emplacement situé au nord estiment que ce site n'est pas appuyé par des sources historiques et que cela placerait l'Acra loin du centre populaire de Jérusalem. Contrairement aux citadelles qui l'ont précédée et qui lui ont succédé, elle ne visait pas à se protéger des menaces extérieures, mais à surveiller les quartiers juifs habités de la ville, rôle incompatible avec un emplacement proposé au nord.

### Un complexe fortifié dans la Cité de David
Le Premier livre des Maccabées indique que l'Acra se trouvait au sud du Temple, dans le secteur de la Cité de David (1 Maccabées 1:35). Comme son auteur est un contemporain de la révolte des Maccabées, son témoignage sur l'Acra  est considéré comme fiable. Dans sa description de la fin de la Grande Révolte, Flavius Josèphe fournit également des indications permettant de localiser l'Acra au sud du mont du Temple:

« ...mais le lendemain ils mettent le feu au dépôt des archives, à l'Acra, à la salle du conseil, et au lieu appelé Ophlas [Ophel]; à ce moment-là, l’incendie se prolongea jusqu’au palais de la reine Hélène, qui était au milieu de l’Acra. »

— Flavius Josephus, Guerre des Juifs 6:354
Il donne aussi un récit improbable de la destruction d'une colline sur laquelle se trouvait l'Acra. Comme les autres bâtiments mentionnés dans le récit se trouvent tous au sud de la ville basse, l'Acra s'y trouve également. Ce récit témoigne de la persistance du nom "Acra" dans cette partie de Jérusalem de nombreuses années après la fin de la période hellénistique et le renversement de ses citadelles. Il existe un débat au sujet de ce que désigne exactement l'Acra : un bâtiment distinct ou un quartier entier de la ville. En effet, plusieurs passages de 1 Maccabées peuvent être lus comme indiquant que l'Acra désignait un quartier entier:

« Environ cinq cents hommes de l’armée de Nicanor tombèrent, et les autres s’enfuirent dans la ville de David. »

— 1 Maccabées 7:32

« De son temps, les choses prospéraient entre ses mains, de sorte que les païens furent chassés du pays, ainsi que les hommes de la ville de David à Jérusalem, qui s’étaient construit une citadelle (Grec: Acra) d’où ils sortaient pour souiller les environs du sanctuaire et faire de grands dégâts à sa pureté. »

— 1 Maccabées 14:36
Cela suggère qu'après le pillage de Jérusalem par Antiochos IV en 168 av. J.-C., au moins une partie de la Cité de David située au sud du mont du Temple a été reconstruite pour devenir un quartier fortifié hellénistique de Jérusalem. Plus qu’une citadelle, c’est une colonie macédonienne où vivent des Juifs et des partisans du nouveau régime. Cela est également corroboré par des preuves archéologiques, notamment des poignées d'amphores rhodiennes et 18 tombes trouvées sur le versant est de la Cité de David. Ces dernières sont datés du début du IIe siècle de notre ère et ne sont pas caractéristiques des pratiques funéraires juives de la période du Second Temple, mais sont similaires à d'autres cimetières hellénistiques connus tels que celui d'Acre (Ptolemais),,.

### Une citadelle quand même
Même si le nom "Acra" était appliqué à tout un quartier hellénistique plutôt qu'à une simple forteresse, il est probable qu'une citadelle se serait trouvée dans ce complexe pour abriter la garnison macédonienne qui l'occupait. Il était normal pour une ville hellénistique d’avoir une forteresse fortifiée au plus haut point de sa zone défendue. Ainsi, qu’il s’agisse d’une partie d’une enclave plus grande ou indépendante de celle qui l’entoure, une citadelle se trouvait probablement à la pointe nord de la Cité de David, juste au sud du mont du Temple. Les archéologues ont essayé d'utiliser les découvertes des fouilles menées dans la zone pour localiser avec précision l'emplacement de cette citadelle.
Yoram Tsafrir a tenté de placer l'Acra à l'angle sud-est de l'enceinte du Mont du Temple,,. Tsafrir interprète une discontinuité verticale de la maçonnerie dans le mur est de l'enceinte comme preuve des différentes périodes de construction. Au nord de la discontinuité se trouve une première section du mur construite en gros blocs de pierre de taille. Ces blocs ont des faces avec des marges dessinées autour d'une clef de voûte importante et sont disposés en rangées homogènes comme des briquetages en civière flamande superposées. Ce style de construction est hellénistique et se distingue de la construction hérodienne apparente au sud de la couche. Pour Tsafrir, bien que la date exacte de cette construction soit incertaine, il s'agit d'un vestige des fondations de l'Acra, qui ont ensuite été intégrées à l'extension de la plateforme du temple par Hérode le Grand,,. Comme preuve supplémentaire, Tzafrir souligne également une similitude significative entre les méthodes de construction évidentes au nord de la couche, y compris l’utilisation de pierres de forme trapézoïdale, avec les méthodes utilisées dans la ville séleucide de Perga en Asie mineure. Le Premier livre des Maccabées attribue la construction de l'Acra à Apollonios, le « collecteur principal » d'Antiochos III (en hébreu : שר המיסים, sar hamissim), qui semble être une ancienne erreur de traduction de son titre original en tant que chef (hébreu : שר, sar) des Mysiens (en), un peuple d’Asie Mineure (1 Maccabées 1:30),.
Meir Ben-Dov a estimé que l'Acra se dressait juste au sud des portes de Huldah du mur sud de la plate-forme du temple hérodien. Les fouilles effectuées par Benjamin Mazar sur l'Ophel, la zone adjacente à la partie sud de la plate-forme, ont mis au jour les fondations d'une structure massive et d'un grand réservoir, tous deux datant peut-être de la période hellénistique. Celles-ci ont été provisoirement identifiées comme des vestiges de l'Acra, avec sa structure comportant des rangées de petites pièces communicantes, qui seraient les vestiges d'une caserne. Celles-ci avaient été démolies et reconstruites pendant la période hasmonéenne, conformément aux descriptions de Josèphe. Les constructions hasmonéennes ont été à leur tour rasées pour créer une place publique donnant sur les portes principales de la plate-forme du temple pendant les rénovations hérodiennes,.
Plusieurs citernes situées sous le mont du Temple lui-même ont également été proposées comme vestiges de la citadelle séleucide. Il s’agit notamment d’une citerne de 700 000 gallons impériaux (3 200 000 litres) en forme de E, dont la limite nord est adjacente à la limite sud supposée du périmètre du mont du Temple avant son expansion hérodienne. Il a été identifié comme étant le be'er haqar ou bor ḥeqer mentionné dans la Mishna (traité Erouvin 10.14), et traduit couramment, peut-être à tort, par le "puits froid".
Des preuves supplémentaires de l’existence de l’Acra pourraient provenir de la découverte fortuite, publiée par Shimon Appelbaum (he), d'une inscription fragmentaire grecque dans la vieille ville de Jérusalem. L'inscription est un fragment supérieur d'une stèle en grès contenant ce qui peut être un serment prêté par des soldats stationnés dans l'Acra, bien que la lecture du nom "Acra" dans le texte ait été contestée,.

### Parking Givati
En novembre 2015, l'Autorité des antiquités israéliennes a annoncé la découverte probable de l'Acra lors des fouilles du parking Givati, adjacent à la Cité de David
, : un mur massif aux proportions énormes (4 mètres de large sur 20 mètres de long) qui était probablement la base d'une tour a été dégagé ainsi que de nombreuses pointes de flèche et des boulets de catapulte estampillés d'une marque en forme de fourche caractéristique du règne d'Antiochus IV Epiphane ; le site a ouvert le 6 décembre 2015, premier jour de la fête juive de Hanoucca. Les archéologues Doron Ben-Ami, Yana Tchekhanovets et Salomé Cohen ont mis au jour un complexe de salles et de murs fortifiés qu’ils ont identifié comme étant l'Acra. Cela la place légèrement au sud des précédents emplacements suggérés sur l’Ophel. Les découvertes comprennent des murs de fortification, une tour de guet de 4 mètres sur 20 mètres et un glacis. Des flèches en bronze, des élingues en plomb et des balistes ont été découvertes sur le site, estampillées d'un trident, emblème d'Antiochos IV Épiphane. Celles-ci sont révélatrices de la nature militaire du site et des efforts déployés pour le prendre. Les fouilles ont également permis de récolter des pièces de monnaie des règnes d’Antiochos IV à Antiochos VII, ainsi qu’une multitude de poignées d’amphores rhodiennes estampées,.
Le site de Givati a été contesté en raison de son altitude trop basse sur la colline pour surplomber le mont du Temple, comme décrit dans des sources littéraires.

### Sources primaires
- 1 Maccabees – Full text from St. Takla Haymanot Coptic Orthodox Church website. Alexandria, Egypt (full text also available in Arabic)
- 2 Maccabees – Full text from St. Takla Haymanot Coptic Orthodox Church website. Alexandria, Egypt (full text also available in Arabic)
- Josephus, Flavius. William Whiston, A.M., translator (1895). The Works of Flavius Josephus. Auburn and Buffalo, New York: John E. Beardsley. Retrieved 15 July 2010.
- Sola, D. A.; M. J. Raphall; translators. (1843). Eighteen Treatises from the Mishna. London: Sherwood, Gilbert, and Piper, Paternoster Row.

### Études
- (en) Bezalel Bar-Kochva, Judas Maccabeus: The Jewish Struggle Against the Seleucids, Cambridge, Cambridge University Press, 2002 (ISBN 0-521-01683-5)
- (he) Ben-Dov Meir, « L'Acra séleucide - au sud du Mont du Temple », Cathedra, Jérusalem, Israël, Yad Izhak Ben-Zvi, no 18,‎ 1981, p. 22-35 (ISSN 0334-4657, lire en ligne)
- (en) Meir Ben-Dov, In the Shadow of the Temple: The Discovery of Ancient Jerusalem, New York, Harper & Row, Publishers, 1985 (ISBN 0-06-015362-8)
- (en) Koen Decoster, « Flavius Josephus and the Seleucid Acra in Jerusalem », Zeitschrift des Deutschen Palästina-Vereins (ZDPV), Weisbaden Germany, no 105,‎ 1989 (ISSN 0012-1169, JSTOR 27931357)
- (en) Alon De-Groot, « Jerusalem in the Early Hellenistic Period », dans New Studies on Jerusalem, Ramat Gan, Israël, Bar Ilan University Press, 2004
- (en) Luc Dequeker, « The City of David and the Seleucid Acra in Jerusalem », dans Edward Lipinski, The Land of Israel: Cross-roads of Civilizations, Louvain Belgique (no 19), 1985 (ISBN 90-6831-031-3)
- (en) Martin Goodman, « Under the Influence : Hellenism in ancient Jewish life », Biblical Archaeology Review, Washington, The Biblical Archaeology Society, vol. 36, no 1,‎ 2010 (ISSN 0098-9444)
- Ernest-Marie Laperrousaz, « Encore l'« Acra des Séleucides » et nouvelles remarques sur les pierres à bossages préhérodiennes de Palestine », Syria, Paris, Institut Francais du Proche-Orient, vol. 56,‎ 1979, pages 99-144 (DOI 10.3406/syria.1979.6687)
- (en) Lee I. Levine, Jerusalem: Portrait of the City in the Second Temple Period (538 B.C.E.-70 C.E.), Philadelphie, Pennsylvanie, Jewish Publication Society, 20020-8276-0750-4 (ISBN 0-8276-0750-4)
- (he) Ben-Zion Loria, « The Location of the Akra — North of the Temple Mount », Cathedra, Jérusalem, Israël, Yad Izhak Ben-Zvi, no 21,‎ 1981, p. 31-40 (ISSN 0334-4657, lire en ligne)
- (en) Benjamin Mazar, The Mountain of the Lord, New York, Doubleday & Company, Inc, 1975 (ISBN 0-385-04843-2), Pages 70-71,216
- (en) Eilat Mazar, The Complete Guide to the Temple Mount Excavations, Jérusalem, Israel, Shoham Academic Research and Publication, 2002 (ISBN 965-90299-1-8)
- (en) Leen Ritmeyer, « Locating the Original Temple Mount », Biblical Archaeology Review, Washington, The Biblical Archaeology Society, vol. 18, no 2,‎ 1992 (ISSN 0098-9444, lire en ligne)
- (en) Samuel Rocca, The Forts of Judaea 168 BC – AD 73, Oxford, Osprey Publishing, 2008 (ISBN 978-1-84603-171-7, lire en ligne)
- (en) Peter Schäfer, The History of the Jews in the Greco-Roman World, Londres, Routledge, 2003 (ISBN 0-415-30587-X)
- (en) Lawrence H. Schiffman, From Text to Tradition: A History of Second Temple and Rabbinic Judaism, Jersey City, KTAV Publishing House, 1991 (ISBN 0-88125-371-5)
- (he) Joshua Schwartz, « Be'er Haqar, Bor Heqer and the Seleucid Akra », Cathedra, Jérusalem, Israël, Yad Izhak Ben-Zvi,‎ 1986, pages 3-16 (ISSN 0334-4657, lire en ligne)
- (en) W.A. Shotwell, « The Problem of the Syrian Akra », Bulletin of the American Schools of Oriental Research, Boston, American Schools of Oriental Research, no 176,‎ 1964 (ISSN 0003-097X, JSTOR 1355573)
- (en) Joseph Sievers, « Jerusalem, The Akra, and Josephus », dans Josephus and the History of the Greco-Roman Period, Amsterdam, Brill, 1994 (ISBN 978-90-04-10114-2), pages 195-208
- (en) Ephraim Stern, « The Acra », dans The New Encyclopedia of Archaeological Excavations in the Holy Land, vol. 2, Israel, Joseph Aviram, 1993 (ISBN 978-0-13-276296-0)
- (he) Yoram Tsafrir, « The Location of the Seleucid Akra in Jerusalem », Cathedra, Jérusalem, Israël, Yad Izhak Ben-Zvi, no 14,‎ 1980 (ISSN 0334-4657, lire en ligne)
- (en) Gregory J. Wightman, « Temple Fortresses in Jerusalem : Part I: The Ptolemaic and Seleucid Akras », Bulletin of the Anglo-Israel Archaeological Society, Londres, Anglo-Israel Archaeological Society, vol. 9,‎ 1990 (ISSN 0266-2442, lire en ligne)